# Wing buttock line
Wing buttock line (WBL) (auch als butt line bezeichnet) ist eine im Flugzeugbau verwendete Bezeichnung für eine Achse des Koordinatensystems in dem Angaben zur Position von Strukturelementen eines Flugzeugs erfolgen.

Wing-buttock-lines am Beispiel eines vereinfacht dargestellten Boeing 747 Tragflügels

## Definition
Die WBL-Angabe wird benutzt, um die Position von Bauteilen (z. B. Tragflächenrippen oder die Position der Triebwerksaufhängung) relativ zur Flugzeug-Längsachse zu beschreiben. Die Zählung der WBL verläuft in Richtung der Querachse eines Flugzeugs. Die Zahl in der WBL-Bezeichnung gibt den Abstand von der Längsachse in Zoll wieder.
Die Bezeichnung der Koordinatenachse in Richtung der Längsachse ist center line, und für die höhenmäßige Lagebeschreibung wird water line verwendet.